# Johan-Skytte-Preis

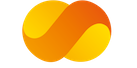
Logo des Johan-Skytte-Preises

Der Johan-Skytte-Preis (schwedisch: Skytteanska priset, englisch: Johan Skytte Prize) ist eine Auszeichnung im Gebiet der Politikwissenschaft, die seit 1995 jährlich vergeben wird und von der Johan-Skytte-Stiftung an der schwedischen Universität Uppsala gestiftet wurde. Der Preis ist mit 500.000 Schwedischen Kronen (ungefähr 46.000 Euro) dotiert und wird „für die beachtenswertesten Errungenschaften auf dem Gebiet der Politikwissenschaft“ an eine Person verliehen, deren Werk dort einen führenden Forschungsbeitrag geleistet hat. Seit seiner Stiftung hat der Skytte-Preis innerhalb der Sozialwissenschaften ein prestigereiches Ansehen erlangt, was ihm den Beinamen „Nobelpreis für Politikwissenschaft“ einbrachte. Laut mehreren Reputations-Studien, die 2013 bis 2014 und 2018 durchgeführt wurden, ist er weltweit die renommierteste akademische Auszeichnung für Politikwissenschaft.
Die Johann-Skytte-Stiftung selbst geht auf den Politiker und Kanzler der Universität Uppsala, Johan Skytte (1577–1645), zurück, der im Jahr 1622 an der Universität die Einrichtung der ebenfalls nach ihm benannten Skytteanischen Professur stiftete. Kraft Amtes sitzt der jeweilige Inhaber dieser Professur zugleich dem Preiskomitee für den Skytte-Preis vor.
Üblicherweise werden die jeweiligen Preisträger eines Jahres im April bekannt gegeben, die Preisverleihung findet daraufhin im Rahmen dreitägiger Feierlichkeiten jeweils Ende September oder Anfang Oktober in Uppsala statt. Seit 2022 wird die Verleihungsfeier dabei nur noch alle zwei Jahre abgehalten, während der Preis selbst weiterhin jährlich vergeben wird.
Bisher wurde der Preis hauptsächlich an Einzelpersonen verliehen, nur bei bislang zwei Verleihungen, 2011 und 2023, wurden jeweils zwei Personen für ihr gemeinsames Werk geehrt.

## Preisträger
Quelle:
| Jahr | Preisträger                     | Land                                      | Begründung für die Preisvergabe | Institution                                          | Bild                  |
| ---- | ------------------------------- | ----------------------------------------- | --- | ---------------------------------------------------- | --------------------- |
| 1995 | Robert Alan Dahl (1915–2014)    | Vereinigte Staaten                        | Für „seine durchdringende Analyse der Demokratietheorie, gekennzeichnet durch tiefgreifendes Lernen und Geistesgröße, kombiniert mit epochalen empirischen Untersuchungen der tatsächlichen Funktionsweise repräsentativer Regierungssysteme“.                                       | Yale University                                      | Robert A. Dahl        |
| 1996 | Juan Linz (1926–2013)           | Spanien                                   | Für „seine weltweite Untersuchung der Fragilität der Demokratie im Angesicht autoritärer Bedrohung, gekennzeichnet durch methodische Vielseitigkeit sowie historische und soziologische Tiefe“.                                                                                      | Yale University                                      |                       |
| 1997 | Arend Lijphart (* 1936)         | Niederlande Vereinigte Staaten            | Für „seine theoretisch und empirisch bahnbrechende Forschung zur Funktion von Konsens in demokratischen Prozessen sowohl in gespaltenen als auch in homogenen Gesellschaften“. | University of California, San Diego                  |                       |
| 1998 | Alexander L. George (1920–2006) | Vereinigte Staaten                        | Für „seine bahnbrechende Analyse von Staatskunst, ihrer Möglichkeiten und Grenzen, durchgeführt mit großer Sensibilität für die Wichtigkeit von Urteilsvermögen, begründeter Argumentation und verantwortungsvoller Führung für die Entscheidungsfindung in der Außenpolitik“.       | Stanford University                                  |                       |
| 1999 | Elinor Ostrom (1933–2012)       | Vereinigte Staaten                        | Für „ihre sowohl empirisch als auch theoretisch tiefgehende Analyse der Natur kollektiven Handelns und rationaler Entscheidung“. | Indiana University Bloomington                       | Elinor Ostrom         |
| 2000 | Fritz W. Scharpf (* 1935)       | Deutschland                               | „Analysierte Schlüsselkonzepte der Politikwissenschaft mit theoretischer Klarheit und empirischer Gründlichkeit in einer Ära transnationalen Wandels“. | Max-Planck-Institut für Gesellschaftsforschung, Köln |                       |
| 2001 | Brian Barry (1936–2009)         | Vereinigtes Königreich                    | Für „seinen tiefgehenden Beitrag zur normativen politischen Theorie, durchgeführt mit Leidenschaft und Klarheit in der großen Tradition der Aufklärung“. | Columbia University, London School of Economics      | Brian Barry           |
| 2002 | Sidney Verba (1932–2019)        | Vereinigte Staaten                        | Für „seine durchdringende empirische Analyse politischer Partizipation und ihrer Bedeutung für das Funktionieren der Demokratie“. | Harvard University                                   |                       |
| 2003 | Hanna F. Pitkin (1931–2023)     | Vereinigte Staaten                        | Für „ihr bahnbrechendes theoretisches Werk, vornehmlich zum Problem der Repräsentation“. | University of California, Berkeley                   |                       |
| 2004 | Jean Blondel (1929–2022)        | Frankreich                                | Für „seinen herausragenden Beitrag zur Professionalisierung der europäischen Politikwissenschaft, sowohl als ein Pionierarbeit leistender Komparatist als auch beim Aufbau von Institutionen“.                                                                                       | Europäisches Hochschulinstitut, Florenz              |                       |
| 2005 | Robert O. Keohane (* 1941)      | Vereinigte Staaten                        | Für „seinen bedeutenden Beitrag zu unserem Verständnis globaler Politik in einer Ära der Interdependenz, der Globalisierung und des Terrorismus“. | Princeton University                                 | Robert O. Keohane     |
| 2006 | Robert D. Putnam (* 1941)       | Vereinigte Staaten                        | Für „seine Theorie des Sozialkapitals“. | Harvard University                                   | Robert D. Putnam      |
| 2007 | Theda Skocpol (* 1947)          | Vereinigte Staaten                        | Für „ihre visionäre Analyse der Bedeutung des Staates für Revolutionen, Wohlfahrt und politisches Vertrauen, betrieben mit theoretischer Tiefe und empirischer Evidenz“. | Harvard University                                   | Theda Skocpol         |
| 2008 | Rein Taagepera (* 1933)         | Estland                                   | Für „seine tiefgehende Analyse der Funktion von Wahlsystemen in der repräsentativen Demokratie“. | Universität Tartu, University of California, Irvine  | Rein Taagepera        |
| 2009 | Philippe C. Schmitter (* 1936)  | Vereinigte Staaten                        | Für „sein bahnbrechendes Werk zur Rolle des Korporatismus in modenen Demokratien, und für seine stimulierende und innovative Analyse der Demokratisierung“. | Europäisches Hochschulinstitut, Florenz              | Philippe C. Schmitter |
| 2010 | Adam Przeworski (* 1940)        | Vereinigte Staaten Polen                  | „Erhöhte die wissenschaftlichen Standards im Bezug auf die Analyse der Beziehungen zwischen Demokratie, Kapitalismus und wirtschaftlicher Entwicklung“. | New York University                                  |                       |
| 2011 | Ronald Inglehart (1934–2021)    | Vereinigte Staaten                        | Für das „Beitragen innovativer Ideen über die Relevanz und Ursprünge der politischen Kultur in einem globalen Kontext, über bisherige Mainstream-Ansätze der Forschung hinaus“. | University of Michigan                               |                       |
| 2011 | Pippa Norris (* 1953)           | Vereinigtes Königreich Vereinigte Staaten | Für das „Beitragen innovativer Ideen über die Relevanz und Ursprünge der politischen Kultur in einem globalen Kontext, über bisherige Mainstream-Ansätze der Forschung hinaus“. | Harvard University                                   | Pippa Norris          |
| 2012 | Carole Pateman (* 1940)         | Vereinigtes Königreich                    | Für ihr „zum Nachdenken anregendes Herausfordern etablierter Vorstellungen über Partizipation, Geschlecht und Gleichheit“. | University of California, Los Angeles                | Carole Pateman        |
| 2013 | Robert Axelrod (* 1943)         | Vereinigte Staaten                        | „Änderte tiefgreifend unsere Annahmen über die Voraussetzungen menschlicher Kooperation“. | University of Michigan                               | Robert Axelrod        |
| 2014 | David Collier (* 1942)          | Vereinigte Staaten                        | Für „seinen Beitrag zur konzeptionellen Entwicklung und zum Überdenken qualitativer Methoden in der Politikwissenschaft“. | University of California, Berkeley                   |                       |
| 2015 | Francis Fukuyama (* 1952)       | Vereinigte Staaten                        | Für „atemberaubende Gelehrtheit, Klarheit und Courage, die ein neues Licht auf die Entwicklung der modernen politischen Ordnung warfen“. | Stanford University                                  | Francis Fukuyama      |
| 2016 | Jon Elster (* 1940)             | Norwegen                                  | Für „prägnantes, durchdringendes und unaufhörliches Bestreben, das zu prüfen und erneut zu überprüfen, was menschliches Verhalten erklärt“. | Columbia University                                  | Jon Elster            |
| 2017 | Amartya Sen (* 1933)            | Indien                                    | Für „seine vielschichtige Leistung, die Einblicke in die menschliche Verletzlichkeit mit Wissen über das Potenzial demokratischer politischer Macht, diese Benachteiligung zu beseitigen und zu lindern, kombiniert“.                                                                | Harvard University                                   | Amartya Sen           |
| 2018 | Jane Mansbridge (* 1939)        | Vereinigte Staaten                        | „Hat unser Verständnis von Demokratie in ihren direkten und repräsentativen Typen geprägt, mit Scharfsinnigkeit, großem Engagement und feministischer Theorie“. | Harvard University                                   | Jane Mansbridge       |
| 2019 | Margaret Levi (* 1947)          | Vereinigte Staaten                        | „Hat die Grundlagen für unser Verständnis gelegt, weshalb Bürger staatlichen Zwang akzeptieren, indem sie theoretischen Weitblick und historisches Wissen kombinierte“. | Stanford University                                  | Margaret Levi         |
| 2020 | Peter Katzenstein (* 1945)      | Deutschland                               | Für „die Erweiterung des Verständnis darüber, wie Geschichte, Kultur und Normen Volkswirtschaften sowie nationale und globale Sicherheitspolitik prägen“. | Cornell University                                   |                       |
| 2021 | David D. Laitin (* 1945)        | Vereinigte Staaten                        | Für „seine außergewöhnliche und objektive Erklärung, wie politische Prozesse kulturelle Strategien in heterogenen Gesellschaften prägen“. | Stanford University                                  |                       |
| 2022 | Robert E. Goodin (* 1950)       | Vereinigte Staaten                        | Hat sich „mit Scharfsinn und Erfolg darum bemüht, die politische Philosophie mit der empirischen Politikwissenschaft zu verbinden, um das Verständnis dafür zu verbessern, wie menschenwürdige Gesellschaften gestaltet werden können“.                                              | Australian National University                       | Robert E. Goodin      |
| 2023 | Martha Finnemore (* 1959)       | Vereinigte Staaten                        | „Dafür, die Ergiebigkeit des Konstruktivismus formuliert und empirisch aufgezeigt zu haben, und damit das Verständnis internationaler Politik zu erneuern und vertiefen.“ | George Washington University                         |                       |
| 2023 | Alexander Wendt (* 1958)        | Deutschland Vereinigte Staaten            | „Dafür, die Ergiebigkeit des Konstruktivismus formuliert und empirisch aufgezeigt zu haben, und damit das Verständnis internationaler Politik zu erneuern und vertiefen.“ | Ohio State University                                |                       |
| 2024 | Jürgen Habermas (* 1929)        | Deutschland                               | Hat „uns theoretisch und empirisch beständig daran erinnert, dass der Lebensnerv der Demokratie von der menschlichen Fähigkeit und Bereitschaft abhängt, andere durch kommunikatives Handeln zu respektieren und auf dieser Grundlage kritisch zu argumentieren und zu diskutieren.“ | Johann Wolfgang Goethe-Universität Frankfurt am Main |                       |
| 2025 | Herbert Kitschelt (* 1955)      | Deutschland Vereinigte Staaten            | „Hat das Verständnis über die Funktionsweise demokratischer Parteiensysteme mit erlesener theoretischer Scharfsinnigkeit und beeindruckender empirischer Breite und Tiefe erweitert.“                                                                                                | Duke University                                      |                       |